# Super Smash Bros. Ultimate
Super Smash Bros. Ultimate és un joc de lluita crossover del 2018 desenvolupat per Bandai Namco Studios i Sora Ltd. i publicat per Nintendo per a Nintendo Switch. És la cinquena entrega de la sèrie Super Smash Bros., succeint a Super Smash Bros. per a Nintendo 3DS i Wii U (2014). Segueix l'estil de joc tradicional de la sèrie: controlant un dels diferents personatges, els jugadors han d'utilitzar diferents atacs per debilitar els seus oponents i fer-los fora de l'arena. Compta amb una gran varietat de modes de joc, inclosa una campanya per a modes d'un sol jugador i multijugador. Ultimate inclou 89 lluitadors jugables, inclosos tots els personatges dels jocs anteriors de Super Smash Bros. juntament amb els nouvinguts. La llista va des de les mascotes de Nintendo fins a personatges de franquícies de tercers.
La planificació del joc havia començat el desembre de 2015, i el desenvolupament complet va començar després de la finalització del contingut descarregable (DLC) de 3DS/Wii U. El creador i director de la sèrie Masahiro Sakurai va tornar juntament amb Bandai Namco Studios i Sora, els estudis que van desenvolupar 3DS/Wii U, amb el retorn dels estudis accelerant el procés de preparació. L'objectiu de Sakurai amb Ultimate era incloure tots els personatges dels jocs anteriors a la sèrie malgrat els diversos reptes de desenvolupament i llicències que això suposaria. Diversos músics de videojocs coneguts van contribuir a la banda sonora, amb Hideki Sakamoto escrivint el tema principal "Lifelight".
Nintendo va mostrar per primera vegada Ultimate en un Nintendo Direct el març del 2018 i el va revelar completament a l'E3 2018 el juny següent. Més tard va rebre dos Directs addicionals abans de ser llançat el 7 de desembre de 2018. El joc va rebre l'aclamació universal, amb alguns crítics el van qualificar com el millor de la sèrie. Van elogiar la seva quantitat de contingut i l'ajustament dels elements de joc existents de Smash, tot i que el seu mode en línia va rebre crítiques. Ultimate és el joc de lluita més venut de tots els temps, després d'haver venut més de 30 milions de còpies al març de 2023, és un popular joc de lluita competitiu i, a més, és considerat com un dels videojocs més grans de tots els temps. El joc va rebre contingut descarregable afegint nous lluitadors, etapes i altres continguts des del seu llançament fins a l'octubre de 2021.